# Gerd Fischer (Autor)

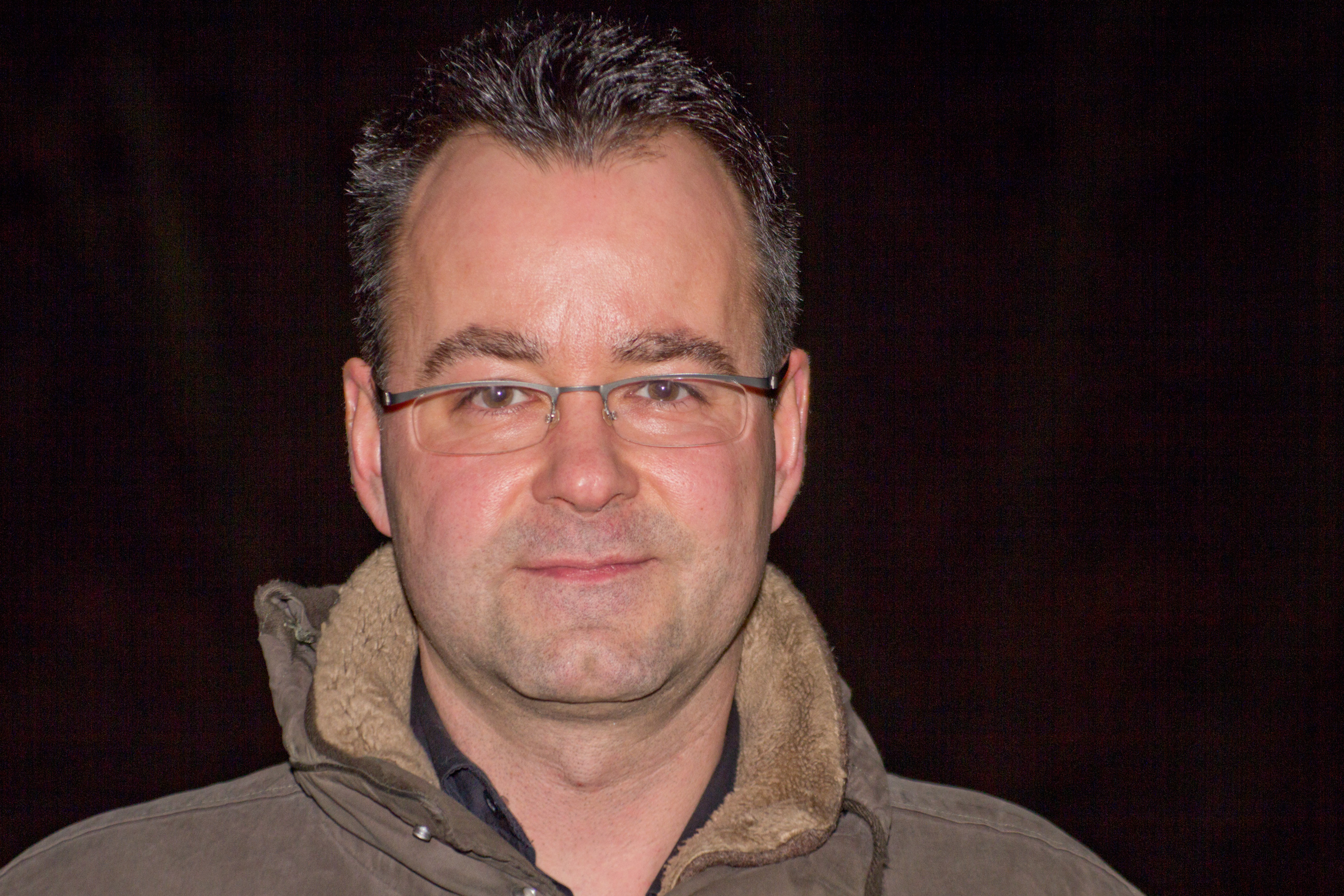
Gerd Fischer, 2012

Gerd Fischer (* 1970 in Hanau) ist ein deutscher Autor von Kriminalromanen.

## Leben
Gerd Fischer wuchs in Altenstadt-Höchst in der Wetterau auf. Er lebt und arbeitet seit 1991 in Frankfurt-Bockenheim. Er studierte Germanistik, Kunstgeschichte und Politikwissenschaften an der Johann Wolfgang Goethe-Universität. Fischer arbeitet als Lektor und Ghostwriter.

## Veröffentlichungen
- Mord auf Bali. Krimi. Anderbeck-Verlag, Anderbeck 2006, Neuauflage 2011 ISBN 978-3-9813571-2-7
- Lauf in den Tod. Krimi. Mainbook, Frankfurt am Main 2010, ISBN 978-3-9813571-0-3
- Der Mann mit den zarten Händen. Krimi. Mainbook, Frankfurt am Main 2010, ISBN 978-3-9813571-1-0
- Robin Tod. Krimi. Mainbook, Frankfurt am Main 2011, ISBN 978-3-9813571-3-4
- Paukersterben. Krimi. Mainbook, Frankfurt am Main 2012, ISBN
- Fliegeralarm Krimi. Mainbook, Frankfurt am Main 2013, ISBN 978-3944124049
- Abgerippt. Krimi. Mainbook, Frankfurt am Main 2014, ISBN 978-3-944124-75-9
- Bockenheim schreibt ein Buch (Hrsg.). Mainbook, Frankfurt am Main, ISBN 978-3-944124-80-3
- Einzige Liebe. Krimi. Mainbook, Frankfurt am Main 2017, ISBN 978-3-946413-48-6
- Ebbelwoijunkie. Krimi. Mainbook, Frankfurt am Main 2017, ISBN 978-3-946413-91-2
- Frau Rauschers Erbe. Krimi. Mainbook, Frankfurt am Main 2018, ISBN 978-3-947612-40-6
- Rotlicht Frankfurt. Thriller. Mainbook, Frankfurt am Main 2019, LONGLIST Crime Cologne Award 2020, ISBN 978-3-947612-56-7
- Der Apfelwein-Botschafter. Krimi. Mainbook. Frankfurt am Main 2021, ISBN 978-3-948987-04-6
- Seitenwende. Thriller. Mainbook. Frankfurt am Main 2023, ISBN 978-3-948987-67-1
- Blaulicht Frankfurt. Thriller. Mainbook, Frankfurt am Main 2024, ISBN 978-3-948987-85-5